# Lipkany (stacja kolejowa)
Lipkany (rum. Lipcani; ukr. Липкани) – stacja kolejowa w miejscowości Lipkany, w rejonie Bryczany, w Mołdawii. Położona jest na linii Czerniowce – Ocnița, przy granicy z Ukrainą, która przebiega tuż za rozjazdem stacji.
Stacja nie ma bezpośredniego połączenia z mołdawską siecią kolejową. Obsługiwana jest przez koleje ukraińskie.

## Historia
Stacja Lipkań (ros. Липкань) powstała w czasach carskich na linii z Oknicy do przejścia granicznego z Austro-Węgrami, pomiędzy stacjami Łarga i Mamałyga.